# Calpurnia gens
A Calpurnia gens előkelő római plebeiusnemzetség volt a köztársasági időkben és a korai császárkorban. A család először a Kr. e. 3. században bukkant fel, első consuli rangot elnyerő tagja Caius Calpurnius Piso volt Kr. e. 180-ban. Ettől kezdve az egyik legtekintélyesebb nemzetségnek számítottak. A nemzetség Numa Pompilius király negyedik, Calpus nevű fia személyében találta meg mitikus ősét.
A gens tagjaira az alábbi cognomenek voltak jellemzőek: Bestia, Bibulus, Flamma és Piso. Ezek közül minden kétségen felül a Pisók a legismertebbek.

## A Calpurnius Bestiák
- Lucius Calpurnius Bestia, Kr. e. 111 consulja, a Jugurtha elleni háború egyik vezetője.
- Lucius Calpurnius Bestia, valószínűleg az előbbi unokája, a Catilina-összeesküvés egyik résztvevője.

## A Calpurnius Bibulusok
- Marcus Calpurnius Bibulus, Caesar kollégája minden curulisi hivatalában, így Kr. e. 59-es consulsága idején is; Pompeius flottaparancsnokaként halt meg.
- Lucius Calpurnius Bibulus az előbbi legkisebb fia, Marcus Antonius flottaparancsnoka.
- Idősebb Bibulusnak két másik fiáról is tudunk, akiket Kr. e. 50-ben Aulus Gabinius katonái öltek meg Egyiptomban.

## A Calpurnius Flammák
- Calpurnius Flamma katonai tribunus az első pun háború során. Egy consuli sereg élén kivágta magát egy szorosból, ahol számos sebet szerzett és egy hullakupac alján találtak rá, de túlélte. Kiléte nem tisztázott, sok szerző más néven említi a sokat idézett hősi tett végrehajtóját.

## A Calpurnius Pisók
- Caius Calpurnius Piso, praetor Kr. e. 211-ben, a ludi Apollinares rendszeresítője.
- Caius Calpurnius Piso, az előbbi fia, consul Kr. e. 180-ban.
- Lucius Calpurnius Piso, valószínűleg az előbbi testvére, Kr. e. 184-ben követ volt az akháj szövetségnél Sziküónban.
- Lucius Calpurnius Piso Caesonius, az előbbi adoptált fia, consul Kr. e. 148-ban.
- Lucius Calpurnius Piso Caesonius, az előbbi fia, consul Kr. e. 112-ben.
- Lucius Calpurnius Piso Caesonius, az előbbi fia. Közhivatalt nem viselt, az itáliai szövetségesháború során egy fegyvergyárat vezetett. Felesége a placentiai Calventius lánya volt.
- Lucius Calpurnius Piso Caesonius, az előbbi fia, Caesar apósa, consul Kr. e. 58-ban, censor Kr. e. 50-ben.
- Lucius Calpurnius Piso Caesonius, az előbbi fia, consul Kr. e. 15-ben, praefectus urbi Tiberius idején.
- Lucius Calpurnius Piso Frugi, származása ismeretlen, consul Kr. e. 133-ban.
- Lucius Calpurnius Piso Frugi, az előbbi fia, Kr. e. 133-ban apja alatt harcolt Szicíliában. Propraetorként halt meg Hispaniában harcolva Kr. e. 111 körül.
- Lucius Calpurnius Piso Frugi, az előbbi fia, praetor Kr. e. 74-ben. Verres számos tervét keresztülhúzta.
- Caius Calpurnius Piso Frugi, az előbbi fia, Cicero veje. Kr. e. 67-ben már a szónok lányának jegyese volt, de csak Kr. e. 63-ban vette el. Kr. e. 59-ben Lucius Vettius a Pompeius elleni összeesküvésben való részvétel miatt megvádolta. Kr. e. 58-ban quaestor volt, és mindent megtett Cicero száműzetésből való visszahívásáért; még tartományába, Bithynia et Pontusba sem utazott el. Cicero Kr. e. 57 szeptemberében történt visszatérését már nem érte meg.
- Cnaeus Calpurnius Piso, származása ismeretlen. Kr. e. 139-ben consul volt.
- Quintus Calpurnius Piso, származása ismeretlen. Kr. e. 135-ben consul volt, a numantiai háborúban Pallantia környékének dúlásával vett részt.
- Calpurnius Piso, származása ismeretlen. Praetorként Kr. e. 135 körül vereséget szenvedett a szicíliai rabszolgáktól.
- Caius Calpurnius Piso, származása ismeretlen. Consul Kr. e. 67-ben.
- Marcus Pupius Piso, a Calpurniusok sarja, de Marcus Pupius adoptálta. Consul Kr. e. 61-ben.
- Marcus Piso, talán az előbbi fia. Praetorként Kr. e. 44-ben Marcus Antonius ellen foglalt állást.
- Cnaeus Calpurnius Piso, a Catilina-összeesküvés egyik főszervezője.
- Cnaeus Calpurnius Piso, Pompeius legatusa és proquaestora a kalózok elleni hadjárat során, Kr. e. 66-ban. Részt vett Pompeius ázsiai hadműveleteiben, Kr. e. 63-ban Jeruzsálem elesténél is jelen volt.
- Cnaeus Calpurnius Piso, az előbbi fia, consul Kr. e. 23-ban.
- Cnaeus Capurnius Piso, az előbbi fia, consul Kr. e. 7-ben; Germanicus feltételezett gyilkosa.
- Lucius Calpurnius Piso, eredetileg Cnaeus; az előbbi fia, a nevét apja öngyilkossága után kellett megváltoztatnia. 25-ben consul volt, Caligula alatt Africában helytartóskodott.
- Marcus Calpurnius Piso, az előbbi öccse; apjával volt Syriában Germanicus halálakor, és a perben őt is megvádolták, de felmentést kapott.
- Lucius Calpurnius Piso, az előbbi unokaöccse, consul 57-ben, majd africai helytartó.
- Lucius Calpurnius Piso, consul Kr. e. 1-ben.
- Lucius Calpurnius Piso, tekintélyes és befolyásos személyiség volt; 16-ban azzal fenyegetőzött, hogy a bíróságok korruptsága miatt elhagyja Rómát, mire Tiberius személyesen marasztalta; 20-ban feltehetően ő vállalta a Germanicus meggyilkolásával vádolt rokona védelmét. Még Livia anyacsászárné kegyenceitől sem félt visszakövetelni tartozásaikat. 24-ben végül a császár pert indított ellene, de még az eljárás kezdete előtt meghalt.
- Lucius Calpurnius Piso, praetor volt Hispania Citeriorban 25-ben, amikor utazás közben meggyilkolták.
- Caius Calpurnius Piso, a Nero elleni 65-ös összeesküvés résztvevője.
- Lucius Calpurnius Piso Frugi Licinianus, Marcus Licinius Crassus Frugi fia. Nem tudni, ki adoptálta a Pisók közé. 69-ben néhány napig Galba fogadott fia és örököse volt, de végül Otho hívei megölték.
- Piso, consul Julianusszal, Commodus idején, 175-ben.
- Piso, a Valerianus 260-as fogságba esése után császári címet szerző „harminc zsarnok” egyike. Macrianus Achaia helytartójának, Valensnek a megölésére küldte, aki a hírre császárrá kiáltotta ki magát. Piso erre visszavonult Thesszáliába, ahol emberei szintén császárnak kiáltották ki, de Valens rövidesen megölette.

## Más Calpurniusok
- Calpurnius, az I. legio zászlóvivője 14-ben. Tiberius trónra lépésekor megmentette a Germanicushoz küldött senatusi követ, Lucius Munatius Plancus életét a zavargó katonáktól.
- Calpurnius Siculus, költő.
- Calpurnius Asprenas, Galba helytartója Galatia és Pamhylia területén 70-ben. Nero hívei megölték.
- Calpurnius Crassus, a Licinius Crassusok leszármazottja. Összeesküvést szőtt Nerva ellen, aki halálbüntetés helyett csak Tarentumba száműzte; végül Traianus végeztette ki egy ellene irányuló összeesküvés miatt.
- Calpurnius Fabatus, római lovag, ifjabb Plinius apósának apja, számos levelének címzettje. 64-ben házasságtöréssel és varázslattal vádolták meg, de Nero elhalasztotta a tárgyalást, amire végül nem került sor. Volt egy campaniai birtoka, a Villa Camilliana. Egy felirat tanúsága szerint Comumban (Como) halt meg, ahol jóval előtte elhalt fia emlékére portikuszt emeltetett.
- Calpurnius Flaccus, rétor Hadrianus idején.
- Calpurnius Galerianus, a Nero ellen összeesküvő Caius Calpurnius Piso adoptált fia. Bár még fiatal volt, hogy részt vegyen a politikában, Vespasianus emberei 70-ben megmérgezték a Via Appián, Rómától mintegy negyven mérföldnyire.
- Calpurnius Salvianus, 25-ben megvádolta Sextus Mariust, ám Tiberius visszautasította, mire a senatus száműzte.